# Podcast

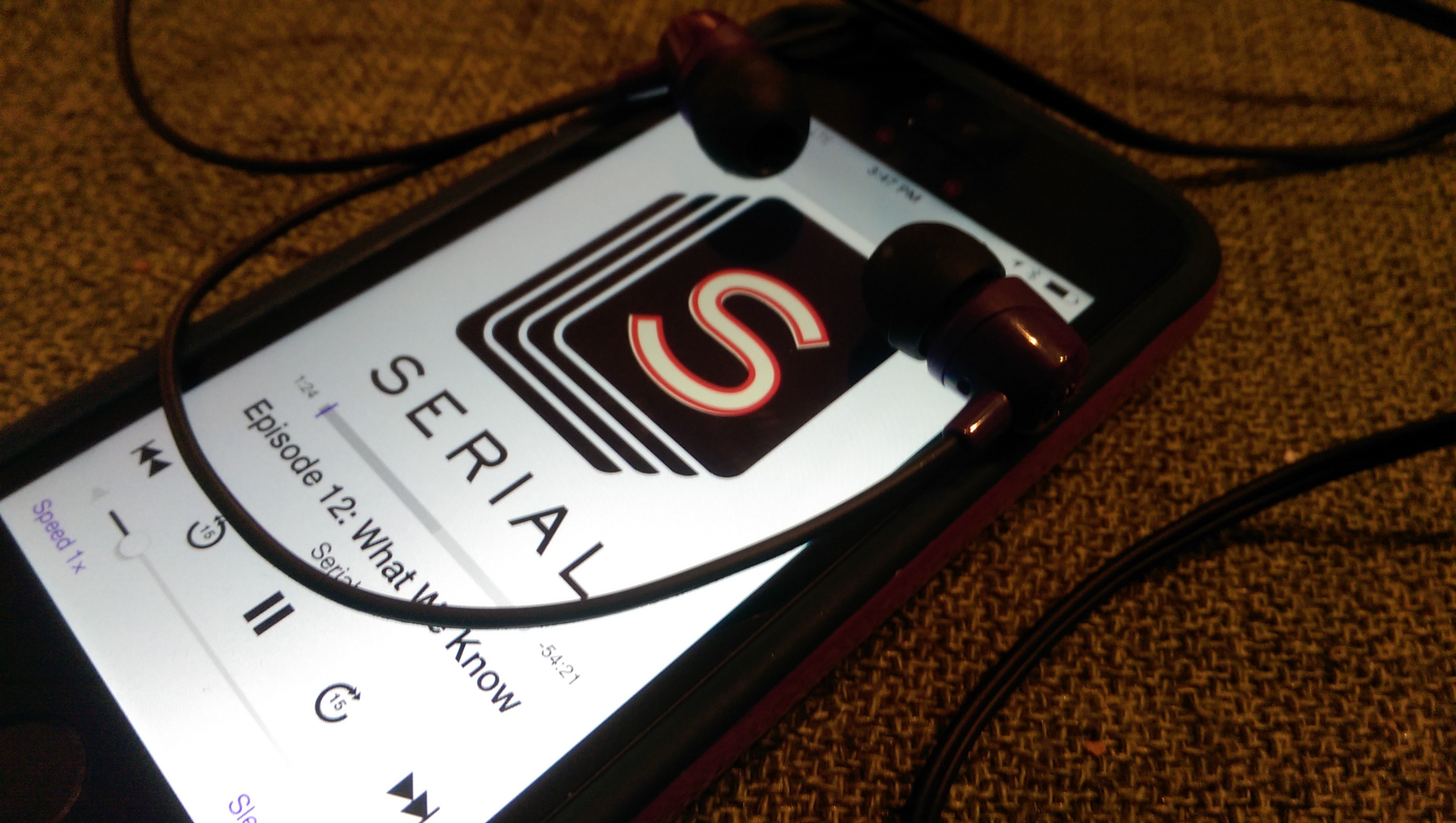
Um smartphone tocando um podcast.

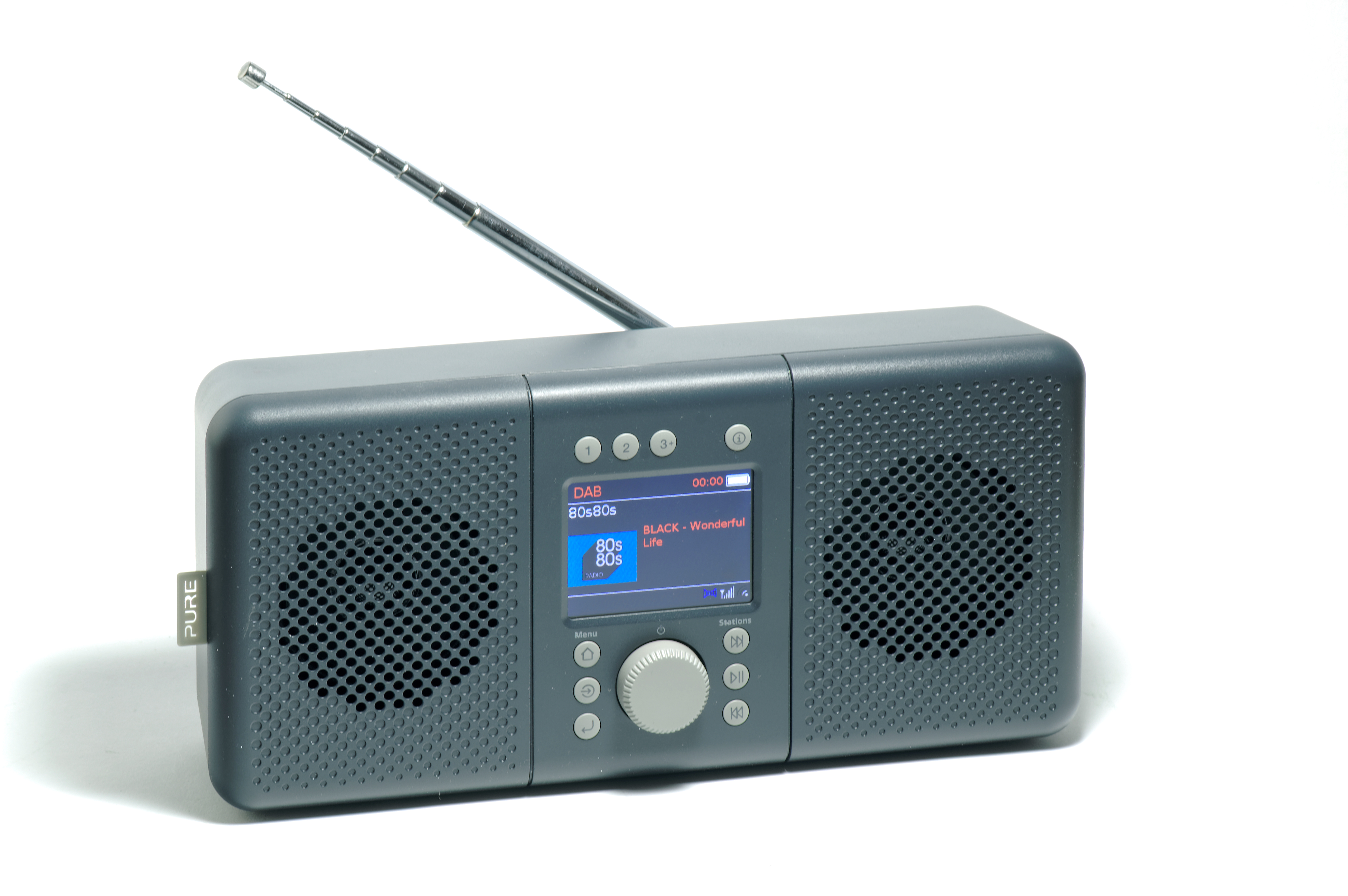
Rádio portátil estéreo Wi-Fi/DAB+/FM/podcast/Bluetooth

Podcast é uma forma de publicação de ficheiros multimídia (áudio, vídeo, foto, etc.) na Internet para assistir ao vivo ou descarregar automaticamente.
A palavra "podcasting" é uma junção de iPod — marca do aparelho multimídia homónimo, da Apple Inc., que é sigla de "Personal On Demand" (numa tradução literal, algo pessoal e sob demanda) — e broadcasting (radiodifusão). O conjunto de ficheiros ou arquivos publicados por podcasting é chamada de podcast. O autor de um podcast é chamado podcaster.

## História

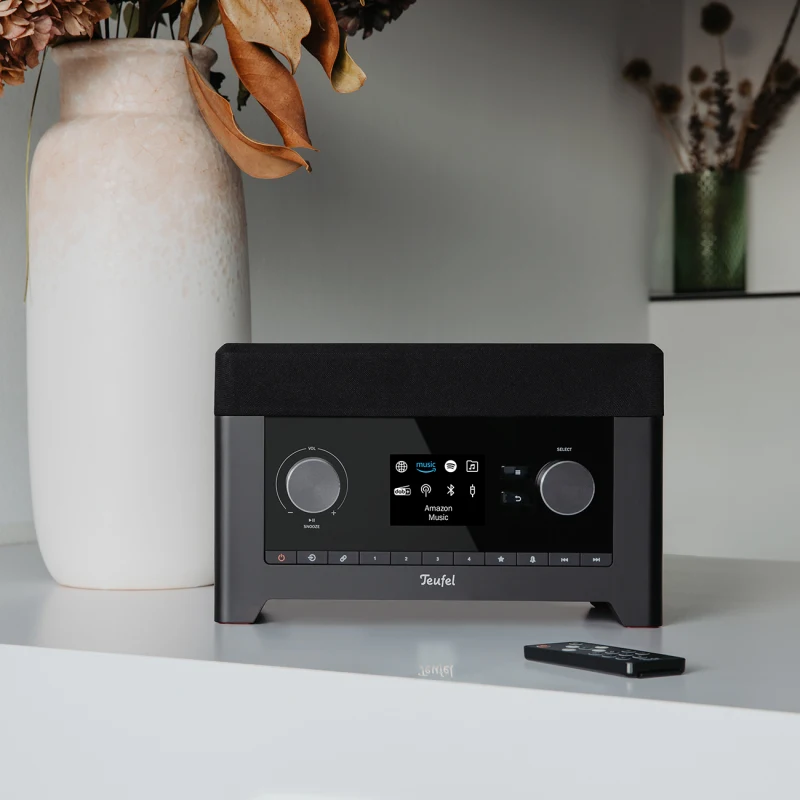
Rádio 2.1 Wi-Fi/DAB+/FM/USB/podcast/Bluetooth

A autoria do termo "podcast" é atribuída a um artigo do jornal britânico The Guardian em 12 de fevereiro de 2004, mas, nesse primeiro momento, o termo não se referia ao formato de transmissão com RSS, o que só aconteceu em setembro daquele ano, quando Dannie Gregoire usou o termo para descrever o processo utilizado por Adam Curry.
O conceito do podcast é atribuído ao ex-VJ da MTV Adam Curry, que criou o primeiro agregador de podcasts usando Applescript (linguagem de computador interpretada que age sobre a interface do sistema operacional da Apple) e disponibilizou o código na Internet, para que outros programadores pudessem ajudar. Dave Winer incluiu o enclosure, um elemento na especificação RSS 2.0, o que possibilitou o conceito do podcast ser realmente utilizado.
A utilização de feeds RSS para distribuir o conteúdo é a grande diferença do podcasting em relação aos audioblogues, videoblogues e fotoblogues.
Em finais de 2004, as redes de comunicação anglo-saxãs começaram a incorporar o podcasting em suas ofertas de rádio, incluindo o importante papel das estações de rádio públicas: a British Broadcasting Corporation ou BBC (no Reino Unido), a canadense CBC e a Australian Broadcasting Corporation (ABC), juntamente com outras emissoras associadas ao consórcio National Public Radio (NPR) dos Estados Unidos (Sellas, 2008).
Um marco na massificação do conceito foi o lançamento da versão 4.9 do leitor de música digital iTunes, da Apple, que ampliou o suporte aos podcasts, incluindo uma secção na sua loja de música dedicada ao serviço e também uma actualização para o iPod que adiciona a categoria "Podcasts" ao menu "Music".
O formato de transmissão é hoje muito utilizado por diversas pessoas e empresas no mundo para divulgar notícias e programação, assim como algumas universidades que começam a disponibilizar aulas neste formato.

## Origem do termo
A palavra é uma junção de Pod - "Personal On Demand" (numa tradução literal, pessoal sob demanda), retirada de iPod, com broadcast (radiodifusão). O podcast em vídeo chama-se "videocast", frequentemente em arquivo formato MP4 ou disponibilizado em sítios de transmissão contínua, como o Youtube.[carece de fontes?]
O termo "podcast" é creditado a um artigo do jornal britânico The Guardian em 12 de fevereiro de 2004, mas, nesse primeiro momento, o termo não se referia ao formato de transmissão com RSS, o que só aconteceu em setembro daquele ano, quando Dannie Gregoire usou o termo para descrever o processo utilizado por Adam Curry.
Além do formato comum de podcast MP3, existe também a opção Enhanced Podcast, em M4A. Formato proprietário da Apple, este tipo de podcast oferece algumas facilidades, como divisão do podcast em capítulos, mudança da imagem principal durante o decorrer do programa, e uso de links que também podem mudar ao longo de sua exibição. Estes recursos oferecem uma melhor aprofundamento do tema em questão, umas vez que pode visualmente mostrar do que está sendo discutido, e oferecer acesso aos conteúdos em questão através dos links. Infelizmente, os Enhanced Podcasts só funcionam em dispositivos que usem o sistema operacional iOS.[carece de fontes?]
O primeiro podcast do Brasil foi o Digital Minds, de Danilo Medeiros, em 21 de outubro de 2004. O podcast falava sobre tecnologia em geral. Os podcasts brasileiros mais populares atualmente é o Nerdcast do site Jovem Nerd, Rapaduracast do site Cinema com Rapadura e Passa de Fase Cast do site Passa de Fase.
O primeiro podcast em Portugal foi o Blitzkrieg Bop, de Duarte Velez Grilo.

## Brasil
Dentre outros podcasts pioneiros no Brasil, destaca-se o Digital Minds (descontinuado) criado em 21 de outubro de 2004, por Danilo Medeiros, e o Podcast do Gui Leite, em 15 de novembro do mesmo ano. Na primeira edição, foi explicada a intenção de se fazer o podcast para testar esse tipo de tecnologia. Em 3 de dezembro de 2004 surgiu o podcast Perhappiness, de Rodrigo Stulzer. No ano seguinte, vários outros programas estrearam, muitos inspirados nesses primeiros representantes brasileiros na mídia.
Um dos primeiros podcasts brasileiros surgiu em 2006, no blog do Jovem Nerd, chamado Nerdcast, criado pelo Alexandre Ottoni, o Jovem Nerd, e Azaghal (Deive Pazos). O podcast produz episódios de temas variados, como atualidades, cinema, história, ciência, tecnologia, e até aulas de inglês e finanças, sempre de maneira divertida. Foram pioneiros na introdução de propagandas pagas em seus podcasts, com grande repúdio dos fãs de início. Mas isso, aliado à revolução do streaming, deu início a um grande impulsionamento dos podcast no Brasil, surgindo cada vez mais geradores de conteúdo nos dias atuais, sendo centenas de podcast brasileiros.
Em maio de 2008, teve inicio o primeiro Prêmio Podcast do Brasil, projeto idealizado e organizado pelo podcaster Eddie Silva. A transmissão da premiação dos vencedores do Prêmio Podcast ocorreu ao vivo, no dia 6 de Dezembro de 2008. Em 2009 a MTV estreou em sua premiação VMB categorias contemplando conteúdo de internet, com votação popular, dando espaço aos podcasts.
Uma pesquisa feita pela plataforma Deezer, apontou que o consumo de podcasting no Brasil cresceu 67% em 2019.

### Principais
- Flow Podcast (Vencedor do Prêmio iBest 2020)[12]
- O Assunto (Vencedor do Prêmio iBest 2020)[13]
- NerdCast (Vencedor do The BOBs 2007, Prêmio iBest 2008, Youpix 2009/2010/2011/2012 e Shorty Awards 2013)
- Podpah (Vencedor do Prêmio F5 da Folha e MTV MIAW 2021 na categoria PodCast em 2021)[14][15]
- Os Sócios Podcast[16]
- Caipirinha Appreciation Society Podcast de música brasileira mais longevo da história da ferramenta, ativo desde dezembro de 2004

## Funcionamento
Os programas ou arquivos, gravados em qualquer formato digital (MP3, AAC e OGG são os mais utilizados nos podcasts de áudio), ficam armazenados em um servidor na Internet. Por meio do feed RSS, que funciona como um índice atualizável dos arquivos disponíveis, novos programas de áudio, vídeo ou fotos são automaticamente baixados para o leitor através de um agregador, um programa ou página da Internet que verifica os diversos feeds adicionados, reconhece os novos arquivos e os baixa de maneira automática para os computadores. Os arquivos podem, ainda, ser transferidos para leitores portáteis.

## Mecanismos

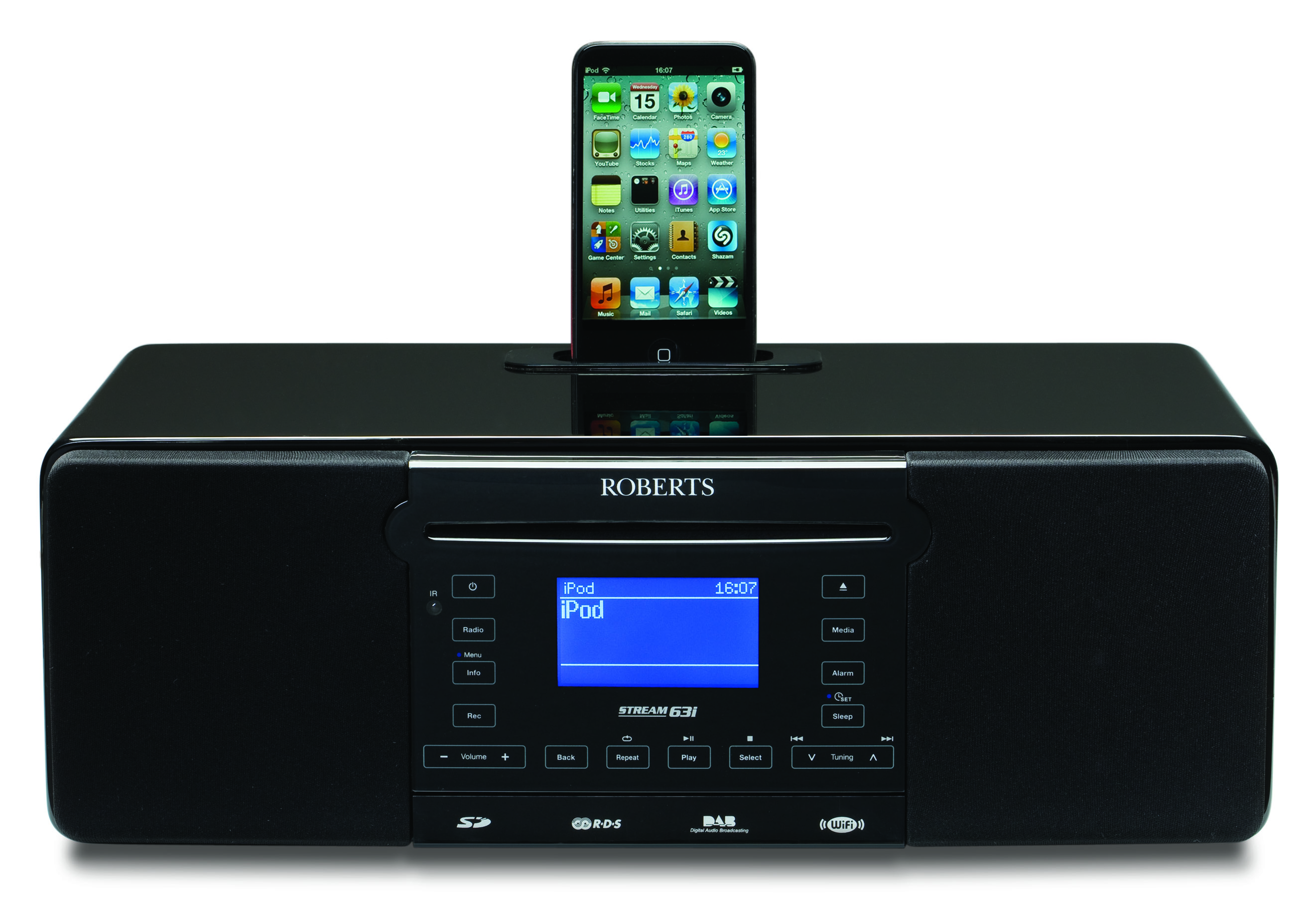
Gravador estéreo Wi-Fi/DAB+/FM/CD/MP3/WMA/USB/SDHC/podcast com compartimento para iPod

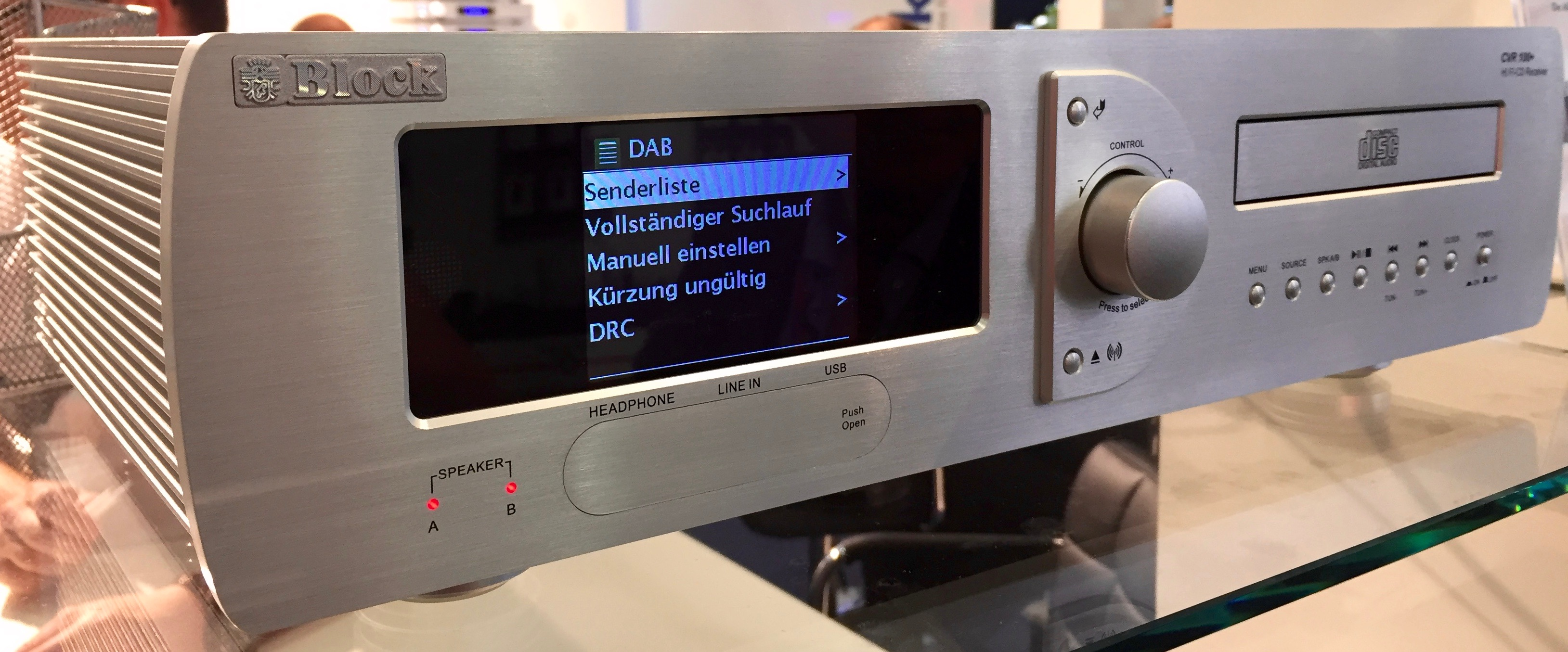
Receptor estéreo Wi-Fi/DAB+/FM/CD/USB/podcast. DRC = Dynamic Range Control

O modelo de publicação de podcasting é uma versão da tecnologia push (empurrar informação), na qual o fornecedor de informação escolhe quais ficheiros que pretende disponibilizar num feed (são usados para que um usuário de Internet possa acompanhar os novos artigos e demais conteúdos de um site ou blog sem que precise visitar o site em si) e que o subscritor escolhe entre uma multiplicidade de feeds. Enquanto o utilizador não está a "baixar" ficheiros (arquivos) da Internet, existe uma forte componente de "pull" (baixar a informação), porque o receptor é livre de subscrever (ou desistir) de uma grande variedade de canais. Os primeiros serviços "push" na internet (ex: PointCast) permitiam uma selecção muito limitada de conteúdos.
Podcasting é um mecanismo automático onde ficheiros (arquivos) multimídia são transferidos de um servidor para um cliente, que puxa (baixa) a informação através de um arquivo XML que contém endereços de ficheiros. Genericamente, esses ficheiros contêm vídeo e áudio, mas também podem conter imagens, textos, PDF, ou outros tipos de dados. Desta forma pode-se ter um conteúdo no celular e noutros locais.
Um podcast é genericamente análogo de uma série de TV ou de um programa de rádio, só que não é ao vivo, como nos programas de TV e Rádio gravados.
O fornecedor de conteúdos começa por produzir um ficheiro (por exemplo, um arquivo de áudio em MP3) e disponibiliza-o na Internet. Isto ocorre através da disponibilização do ficheiro num servidor de acesso público; no entanto, trackers BitTorrent também são usados, embora não seja tecnicamente necessário que o ficheiro seja público. O único requerimento é que o ficheiro seja acessível através de uma URL que seja conhecida. Este ficheiro é normalmente referenciado como um episódio de um podcast (como um link).
O fornecedor de conteúdo passa a referenciar esse ficheiro noutro ficheiro conhecido como feed. O feed é uma lista de URLs onde os episódios do podcast podem ser acedidos. Essa lista é normalmente publicada no formato RSS (embora também possa ser usado o formato Atom), que contém informação adicional como datas de publicação, títulos e textos explicativos sobre a série e cada um dos episódios. O Feed pode conter entradas para todos os episódios da série, mas normalmente está limitado a uma breve lista dos episódios mais recentes, por exemplo, em feed de notícias. O Standard de um podcast consiste num feed de um autor. Mais recentemente vários autores passaram a contribuir com episódios para um único feed podcast usando os conceitos de podcast público e podcast social.
O fornecedor de conteúdo publica um feed num servidor. A localização publicada do feed é assumida como permanente, não sujeita a alteração. Esta localização é conhecida como URI (mais conhecido por URL). O fornecedor divulga o URI do feed junto à sua audiência.
Um consumidor utiliza um software conhecido por agregador, por vezes chamado de podcatcher ou podcast receiver, para subscrever e gerir os feeds.

## Potencial educativo
Novas formas tecnológicas e seus aparatos materiais tendem a intervir e alterar a maneira na qual lidamos com o âmbito pessoal, profissional e educativo em nossas vidas. Neste último caso, em especial, elas modificam o ambiente de incidência de forma notável e podem ser utilizadas de maneira eficiente para a transmissão e apreensão de conhecimentos, quando adequadamente apropriadas pelas instituições e centros de formação, modificando assim a via pela qual os indivíduos ensinam e aprendem. Faz parte do processo educacional, inclusive, explorar novas formas tecnológicas e delas fazer uso, tendo em vista que a formação educativa é algo em constante transformação, tanto para aquele que a propõe quanto para aquele que a recebe.
Com base nas características do podcast e de seu processo de produção, nota-se um potencial educativo que extrapola o ambiente escolar, de maneira dinâmica e veloz, como os tempos atuais demandam. Para tanto, e para além dos fatores técnicos, seus produtores devem formar articulação pedagógica e interdisciplinar junto à instituição em que atuam, trabalhando coletivamente e atentando para a linguagem, as informações que estão sendo transmitidas e suas significações diante do público receptor, tendo em vista sua faixa etária e contexto social, priorizando-as no momento de produzir e disponibilizar conteúdos no formato de podcast. Tal formato permite ao indivíduo em fase de formação autogerenciar seu tempo e espaço de aprendizado, podendo consumir o conteúdo em pauta no momento mais favorável para si, com possibilidade de pausas e repetições e, assim, assumindo protagonismo ao aprender ativamente, sem a obrigatoriedade amena que parece ser inerente às salas de aula das escolas públicas, por exemplo.
O podcast pode ser enquadrado tanto em um modo a auxiliar as disciplinas, servindo como material adicional ou complementar, ou até mesmo assumindo formato de material principal ao registrar a exposição teórica, tendo em vista o contexto de incidência e objetivos (pode-se traçar um paralelo com o estado mundial de pandemia em 2020, devido ao Coronavírus, e a adequação ao ensino à distância) quanto em critério de avaliações disciplinares, envolvendo sua produção sobre determinado conteúdo em maneira lúdica, ou projetos modais, em formato extracurricular ou não, a tratar oficinas de narração, discussão acerca de um tema ou livro, declamação de poesia ou textos autorais, interpretações musicais, descrições acerca da comunidade ao redor e a história do bairro ou da cidade na qual vivem, seus pontos culturais e assim por diante – múltiplas são as possibilidades, que tendem a exercitar ativamente seus envolvidos, colocando-os para trabalhar coletivamente e desenvolver a linguagem, criticidade e criatividade, ou seja, o protagonismo diante da própria realidade, além de incentivá-los à produção de conteúdo diverso através de uma via experimental, livre de condicionamentos e rigidez.
No que diz respeito ao processo técnico de produção, identifica-se dois desafios principais: a captação e edição do podcast, e a via pela qual os consumidores o acessarão. No primeiro caso, faz-se necessário uma aparelhagem, mesmo que básica, que contenha um microfone e um computador pessoal ou notebook com programas que permitam o tratamento das gravações, tais quais o Audacity, GarageBand (gratuitos) e Adobe Audition, e, consequentemente, sua disponibilização, que deve ser feita através de hospedagem na internet, em blog, plataformas de streaming, site ou afim, ou então enviada diretamente para o público consumidor através de e-mail, por exemplo. Tendo em vista que, hoje em dia, todos carregam consigo um smartphone e têm possibilidade de conexão de internet através de um ponto gratuito de wi-fi, como em praças ou bibliotecas públicas, faz-se dinâmico o download e armazenamento dos podcasts em aparelhos pessoais, permitindo assim seu consumo.